# Campionati italiani di duathlon del 2014
I Campionati italiani di duathlon del 2014 sono stati organizzati dalla Federazione Italiana Triathlon e si sono tenuti a Seclì in Puglia, in data 19 ottobre 2014.
Tra gli uomini ha vinto Daniel Antonioli ( Esercito), mentre la gara femminile è andata a Francesca Galluzzo ( Minerva Roma).

## Risultati

### Élite uomini
| Pos. | Atleta               | Società sportiva      | Corsa    | Bici     | Corsa    | Totale   |
| ---- | -------------------- | --------------------- | -------- | -------- | -------- | -------- |
|      | Daniel Antonioli     | Esercito              | 00:31:04 | 00:59:44 | 00:16:43 | 01:48:29 |
|      | Alberto Della Pasqua | T.D. Rimini           | 00:31:03 | 00:59:45 | 00:17:57 | 01:49:49 |
|      | Pierluigi Senor      | CUS Torino Triathlon  | 00:32:47 | 00:59:06 | 00:18:35 | 01:51:45 |
| 4    | Michele Insalata     | Nadir on the Road     | 00:31:49 | 01:00:36 | 00:19:19 | 01:52:44 |
| 5    | Riccardo De Palma    | Minerva Roma          | 00:33:24 | 01:02:02 | 00:17:26 | 01:53:56 |
| 6    | Domenico Ricatti     | Canottieri Napoli     | 00:31:03 | 01:04:29 | 00:18:01 | 01:54:33 |
| 7    | Carlo Angelucci      | Termoli Triathlon     | 00:34:06 | 01:01:23 | 00:17:50 | 01:54:33 |
| 8    | Fabio Sirugo         | T.D. Rimini           | 00:33:25 | 01:02:04 | 00:18:03 | 01:54:43 |
| 9    | Pietro Carrara       | T.D. Rimini           | 00:34:21 | 01:00:15 | 00:19:09 | 01:54:52 |
| 10   | Giuseppe Grassi      | Nadir on the Road     | 00:34:21 | 01:00:11 | 00:19:19 | 01:54:58 |
| 11   | Riccardo Alvano      | T.D. Rimini           | 00:33:24 | 01:02:04 | 00:18:37 | 01:55:17 |
| 12   | Domenico Lo Faro     | CUS Catania           | 00:34:08 | 01:01:23 | 00:18:32 | 01:55:23 |
| 13   | Marco Marini         | Aria Sport            | 00:33:48 | 01:01:39 | 00:19:12 | 01:55:44 |
| 14   | Luca Borsacchi       | Canottieri Napoli     | 00:34:07 | 01:01:20 | 00:19:08 | 01:55:44 |
| 15   | Alessio Fioravanti   | Minerva Roma          | 00:32:48 | 01:02:41 | 00:19:20 | 01:55:52 |
| 16   | Simone Mantolini     | Forhans Team          | 00:33:49 | 01:01:41 | 00:19:25 | 01:56:01 |
| 17   | Leonardo Ballerini   | Raschiani Tri Pavese  | 00:34:18 | 01:01:09 | 00:21:25 | 01:58:14 |
| 18   | Filippo Galli        | Raschiani Tri Pavese  | 00:34:23 | 01:01:06 | 00:21:28 | 01:58:15 |
| 19   | Maurizio Morello     | Raschiani Tri Pavese  | 00:32:46 | 01:02:42 | 00:22:11 | 01:58:46 |
| 20   | Marco Panzavolta     | Padova Nuoto Dynamica | 00:34:53 | 01:03:34 | 00:19:16 | 01:58:54 |

### Élite donne
| Pos. | Atleta                 | Società sportiva      | Corsa    | Bici     | Corsa    | Totale   |
| ---- | ---------------------- | --------------------- | -------- | -------- | -------- | -------- |
|      | Francesca Galluzzo     | Minerva Roma          | 00:41:34 | 01:10:27 | 00:20:49 | 02:14:01 |
|      | Silvia Scarpetta       | Canottieri Napoli     | 00:42:28 | 01:13:02 | 00:20:34 | 02:17:24 |
|      | Cristina Sironi        | Road Runners          | 00:42:28 | 01:13:01 | 00:21:36 | 02:18:21 |
| 4    | Daniela Pallaro        | Padova Nuoto Dynamica | 00:44:47 | 01:11:08 | 00:21:43 | 02:19:13 |
| 5    | Giulia Bedorin         | Padova Nuoto Dynamica | 00:44:56 | 01:10:57 | 00:22:14 | 02:19:23 |
| 6    | Silvia Tonti           | Minerva Roma          | 00:42:29 | 01:17:34 | 00:21:34 | 02:23:00 |
| 7    | Silvia Serafini        | Padova Nuoto Dynamica | 00:44:21 | 01:14:36 | 00:22:37 | 02:23:54 |
| 8    | Carmen Alabrese        | Meridiana Triathlon   | 00:46:58 | 01:10:33 | 00:25:49 | 02:25:06 |
| 9    | Giulia Ramponi         | Padova Nuoto Dynamica | 00:48:12 | 01:14:15 | 00:25:04 | 02:28:57 |
| 10   | Michela Rovescala      | Raschiani Tri Pavese  | 00:51:28 | 01:11:33 | 00:25:11 | 02:30:05 |
| 11   | Alice Picco            | T.D. Rimini           | 00:48:11 | 01:18:03 | 00:23:33 | 02:31:39 |
| 12   | Rosa Rella             | Nadir on the Road     | 00:48:13 | 01:18:02 | 00:25:11 | 02:33:04 |
| 13   | Luisa Caggiati         | T.D. Rimini           | 00:51:39 | 01:14:46 | 00:25:55 | 02:34:16 |
| 14   | Claudia Casola         | Canottieri Napoli     | 00:51:22 | 01:15:11 | 00:26:15 | 02:34:37 |
| 15   | Roberta Siviero        | Canottieri Napoli     | 00:51:22 | 01:15:08 | 00:27:56 | 02:36:17 |
| 16   | Irene Riviera          | Padova Nuoto Dynamica | 00:51:39 | 01:19:35 | 00:25:24 | 02:39:20 |
| 17   | Loredana Rollandi      | Raschiani Tri Pavese  | 00:48:10 | 01:23:10 | 00:25:50 | 02:39:39 |
| 18   | Sabrina Manco          | MSL Triathlon Team    | 00:56:14 | 01:14:16 | 00:32:11 | 02:44:38 |
| 19   | Annunziata Carpentieri | Canottieri Napoli     | 00:55:15 | 01:23:03 | 00:27:59 | 02:48:51 |
| 20   | Maria Grazia Carlino   | Canottieri Napoli     | 00:55:33 | 01:24:48 | 00:29:57 | 02:52:16 |